# E-hon
E-hon ou Ehon (絵本) est le terme japonais servant à désigner un livre illustré. Il peut s'utiliser d'une façon générale ou se référer spécifiquement à un type d'ouvrages publiés au moins depuis le milieu de l'époque d'Edo, souvent des séries de livres pour jeunes enfants de 7 à 10 ans.

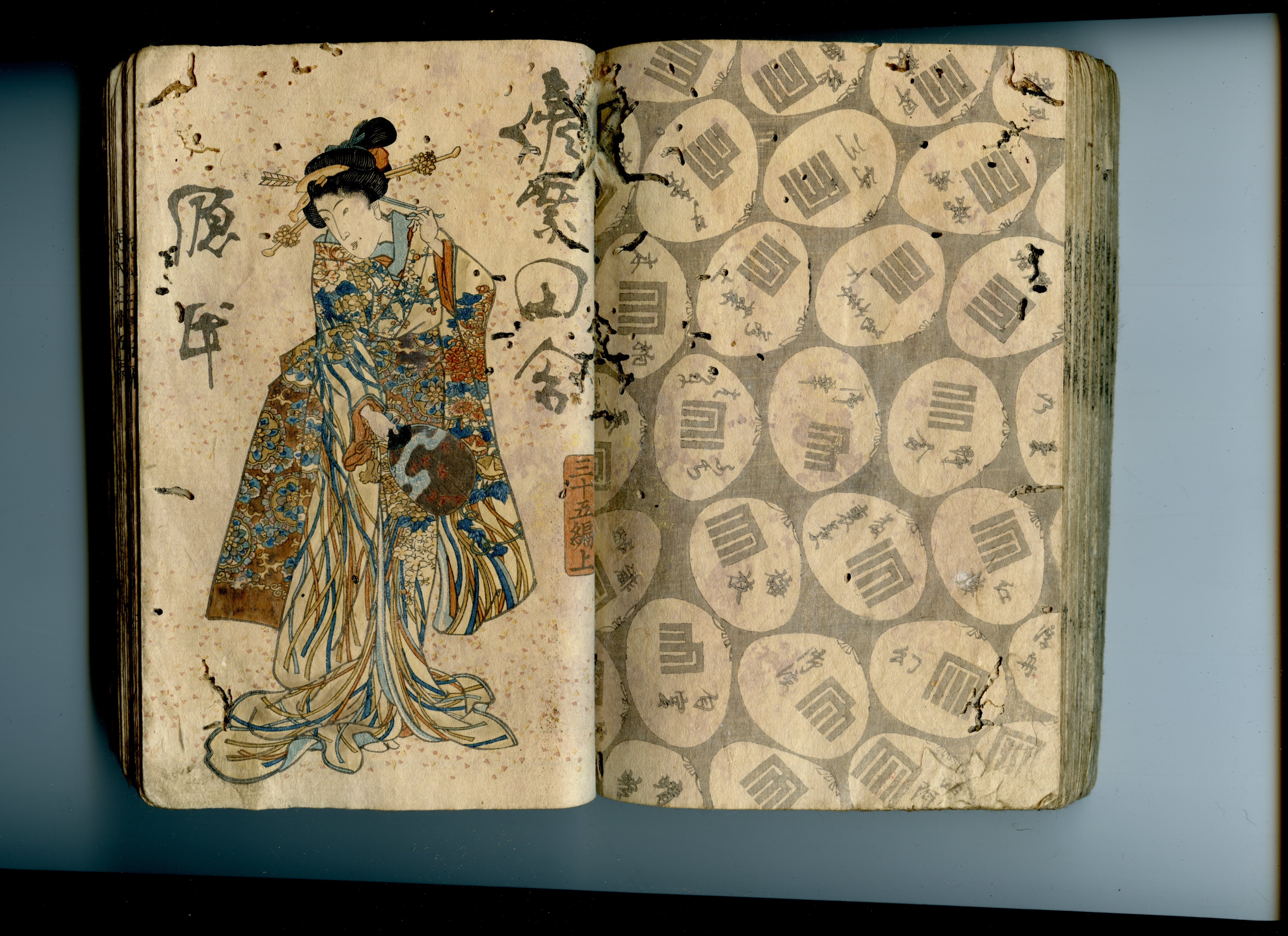
Couverture et dos de deux volumes liés ensemble de la série gōkan e-hon, Nise Murasaki inaka Genji / Un Genji de la campagne, par une imitation de Murasaki. Publié en 38 (?) chapitres, remaniement parodique du Genji Monogatari/Le Dit du Genji. La série a été publiée de 1829 à 1842. Auteur : Ryūtei Tanehiko, illustrateur : Utagawa Kunisada

Les premiers ehon sont conçus en tant que talismans ou offrandes religieuses. Le nara-ehon, une variante d'ehon, apparaît dans la période Muromachi.
Les e-hon étaient habituellement réalisés avec des estampes sur bois imprimées sur un fin papier washi (imprimé d'un côté seulement, puis plié en deux, créant ainsi une feuille imprimée des deux côtés), liées les unes aux autres (l'ordre des pages allant de droite à gauche) avec une simple reliure cousue externe. Généralement imprimés avec de l'encre noire (sumi) sur du papier blanc, souvent avec des dessins de couverture polychromes et parfois avec coloration à l'intérieur, les e'hon étaient extrêmement populaires à la fin de l'époque d'Edo et au début de l'ère Meiji.
À cette époque, les principaux éditeurs d'e-hon à Kyoto, Osaka, Edo et Nagoya, recrutent des artistes célèbres pour collaborer avec des auteurs de poésie haikai et kyōka.
La production de e-hon représentait une part importante de l'industrie de l'édition japonaise, particulièrement au XIXe siècle. La plupart des artistes des écoles ukiyo-e d'estampes sur bois de cette époque produisaient des dessins pour e-hon (souvent en grandes quantités) en tant que produits commerciaux,. 
Le format moderne japonais des mangas est issu d'une combinaison des livres ehon et des bandes dessinées à l'occidentale.
|  |  |